# Bianca Alsina Moreira
Bianca Alsina Moreira (1972) es una bióloga, taxónoma, botánica, palinóloga, curadora, y profesora brasileña.

## Biografía
En 1995, obtuvo la licenciatura en ciencias biológicas por la Archivado el 28 de noviembre de 2004 en Wayback Machine.; un máster en ciencias biológicas supervisado por el Dr. Gustavo Martinelli (1954) defendiendo la tesis "Nidularium Lemaire (Bromelioideae - Bromeliaceae) do Estado de São Paulo, Brasil", por Museo Nacional de Río de Janeiro - Universidad Federal de Río de Janeiro (2002) y el doctorado en ecología por [http://botanica.sp.gov.br/ Instituto de Botánica (2007).
Tiene experiencia en botánica, con énfasis en taxonomía de fanerógamas, trabajando principalmente en las áreas de investigación, académicas y consultoría para la identificación taxonómica y palinotaxonómica de las plantas superiores; dando prioridad a las bromelias. Actualmente ocupa el cargo de Revisora Pedagógica de material didáctico.
En 2010, supervisora pedagógica en la Universidad Presbiteriana Mackenzie.
Desde 2016, y continua, consultora en la FAO.

## Algunas publicaciones
- MOREIRA, B. A.; CRUZBARROS, M. A. V.; WANDERLEY, M. G. L. 2005. Morfologia Polínica de algumas espécies do gênero Neoregelia L.B.Sm. e Nidularium Lem. (Bromeliaceae) do Estado de São Paulo. Acta Botanica Brasilica, São Paulo, 19 (1): 61-70

- MOREIRA, B. A.; WANDERLEY, M. G. L. 2000. Nova espécie de Nidularium Lem. (Bromeliaceae) para São Paulo, Brasil. Acta Botanica Brasilica, São Paulo, 14 (1): 121-123

- WANDERLEY, M. G. L.; MOREIRA, B. A. 2000. Notas taxonômicas de Nidularium Lem. e Wittrockia Lindm. (Bromeliaceae - Bromelioideae). Acta Botanica Brasilica, São Paulo, 14 (1): 1-9

- WANDERLEY, M. G. L.; MOREIRA, B. A. 2000. Flora Fanerogâmica da Reserva do Parque Estadual das Fontes do Ipiranga (São Paulo, Brasil) 178-Bromeliaceae. Hoehnea (São Paulo) 27 (3): 259-278

- MOREIRA, B. A.; RIZZINI, C. M. 1997. As famílias Loranthaceae e Viscaceae da APA de Maricá, Rio de Janeiro - Brasil. Acta Botanica Brasilica, São Paulo, 11 (1): 1-8

### Libros

#### Capítulos
- WANDERLEY, M. G. L.; MARTINS, S. E.; PROENÇA, S. L.; MOREIRA, B. A. 2007. Canistrum E.Morren. In: Wanderley, M.G.L.; Shepherd, G.J.; Melhem, T.S.; Giulietti (orgs.) Flora Fanerogâmica do Estado de São Paulo. São Paulo: Imprensa Oficial do Estado de São Paulo, v. 5, p. 73-79

- MOREIRA, B. A.; WANDERLEY, M. G. L.; MARTINELLI, G. 2007. Nidularium Lem. In: Wanderley, M.G.L.; Shepherd, G.J.; Melhem, T.S.; Giulietti (orgs.) Flora Fanerogâmica do Estado de São Paulo. São Paulo: Imprensa Oficial do Estado de São Paulo, v. 5, p. 95-109

En A. F. Costa; I. C. A. Dias (orgs.) Flora do Parque Nacional da Restinga de Jurubatiba e arredores, Rio de Janeiro, Brasil: listagem, florística e fitogeografia. Río de JaneiroMuseu Nacional, 2001, v. 8
- MOREIRA, B. A. Loranthaceae, p. 142-142
- MOREIRA, B. A. ; SUGIYAMA, Marie. Viscaceae, p. 140-141
- WANDERLEY, M. G. L. ; MOREIRA, B. A. ; SILVA, M. B. C. Xyridaceae, p. 142

En Maria do Carmo Mendes Marques (org.) Mapeamento da Cobertura Vegetal e Listagem das Espécies Ocorrentes na Área de Proteção Ambiental de Cairuçú, Município Parati, Rio de Janeiro. Río de Janeiro, 1997, v. 13
- MOREIRA, B. A. Loranthaceae, p. 87-87
- MOREIRA, B. A. Turneraceae, p. 85-85
- MOREIRA, B. A. Alstroemeriaceae, p. 68
- MOREIRA, B. A. Loranthaceae, p. 270-275
- MOREIRA, B. A. Turneraceae, p. 556-557

### En Congresos
- LYSAK, K. F.; LOUZADA, R. B.; MOREIRA, Bianca A. ; MIRANDA, V. F. O. 2010. BROMELIACEAE NOS FRAGMENTOS DE FLORESTA OMBRÓFILA DENSA, FLORESTA NEBULAR E MATA CILIAR NOS MUNICÍPIOS DE MOGI DAS CRUZES E BIRITIBA MIRIM, SP. Resumos 61.º Congresso Nacional de Botânica, Manaus, Amazonas, Brasil.
- MOREIRA, B. A.; BARROS, M. A. V. da C. ; WANDERLEY, M. G. L. 2006. Estudos Polínicos das Subfamílias Pitcairnioideae e Tillandsioideae. En: resumos 57.º Congresso Nacional de Botânica, Gramado
- MOREIRA, B. A.; BARROS, M. A. V. da C.; WANDERLEY, M. G. L. 2005. Pollen studies in the subfamily Bromelioideae (Bromeliaceae). In: Abstracts XVII International Botanical Congress, Viena: Robidruck, p. 326-326

- MOREIRA, B. A.; CRUZBARROS, M. A. V.; WANDERLEY, M. G. L. 2005. Estudos Polínicos da Subfamília Bromelioideae (Bromeliaceae). In: 12.ª Reunião Anual do Instituto de Botânica, São Paulo

- MOREIRA, B. A.; BARROS, M. A. V. da C.; WANDERLEY, M. G. L. 2004. Morfologia polínica de algumas espécies da subfamília Bromelioideae (Bromeliaceae) ocorrentes no Estado de São Paulo, Brasil. In: resumos XV Congresso da Sociedade Botânica de São Paulo, Ubatuba

- BATISTA FRANKLIM, C. R.; MOREIRA, B. A.; GONÇALVES ESTEVES, V. 2001. Estudo Polínico de espécies de Nidularium Lem. (Bromeliaceae) ocorrentes nas restingas do Estado do Rio de Janeiro. In: resumos 52.º Congresso Nacional de Botânica, Paraíba, p. 317
- WANDERLEY, M. G. L.; COSTA, A.; PROENÇA, S. L.; MOREIRA, B. A.; OGAWA, K.; FORZZA, R. C. ; OLIVEIRA, V. S. 1998. Bromeliaceae of São Paulo State - Brasil. In: Abstracts XVI International Botanical Congress, St. Louis, p. 374

- MOREIRA, B. A.; WANDERLEY, M. G. L. 1998. Flora Fanerogâmica do Estado de São Paulo: Nidularium Lem. (Bromeliaceae). In: resumos XLIXº Congresso Nacional de Botânica, Salvador: A. L. Poveda et al, p. 107-108

- MOREIRA, B. A. 1995. Flórula da APA-Cairuçú, Rio de Janeiro: Loranthaceae Juss. In: resumos XLVIº Congresso Nacional de Botânica, Ribeirão Preto: Canavaci Ltda. p. 73-73

- MOREIRA, B. A.; RIZZINI, C. M. 1995. Flórula da APA de Maricá, Estado do Rio de Janeiro - Loranthaceae e Viscaceae. In: resumos XLVIº Congresso Nacional de Botânica, Ribeirão Preto: Canavaci Ltda. p. 65

- MOREIRA, B. A. 1994. Projeto Flora do Estado do Rio de Janeiro - APA-Cairuçú / Loranthaceae Don. Primeira Contribuição. In: resumos XLVº Congresso Nacional de Botânica, São Leopoldo: UNISINOS

## Honores[5]

### Membresías
- Sociedad Botánica de Brasil[9]

### Revisora de revistas
- 2012. Periódico: Iheringia. Série Botânica

### Premios
- 2005: premio Frederico Carlos Hoehne, Instituto de Botânica